# Леонел Санчес
Леонел Гийермо Санчес Линерос (на испански: Leonel Guillermo Sánchez Lineros), роден на 25 април 1936 г. в Сантяго, е бивш чилийски футболист, нападател. Той е една от легендите на Универсидад де Чиле и чилийския футбол. В продължение на над половин век между 1963 и 2014 г. Санчес държи рекорда за най-много мачове с националния отбор, в известен период от време е и рекордьор по отбелязани голове. Голмайстор на световното първенство през 1962 г. Умира на 2 април 2022 г.

## Клубна кариера
През по-голямата част от кариерата си Санчес играе за Универсидад де Чиле и е част от легендарния състав, носещ прозвището Синият балет, който печели шест шампионски титли в рамките на 11 години между 1959 и 1969 г. Само в шампионските сезони той отбелязва 67 гола, а за целия си престой в Универсидад вкарва 166 попадения в 411 мача във всички турнири. След доброто му представяне на световното първенство и европейското турне на своя клуб, той влиза в полезрението на отбори като Реал Мадрид, Бенфика, Ювентус и Милан. Санчес е на крачка от трансфер в Милан през 1963 г. и дори играе и отбебязва гол в приятелския мач за купата Чита ди Милано срещу Интер, но в последния момент сделката пропада. Съществуват две версии защо той остава в Чили. Според едната, след като всички условия по договора вече били договорени, Санчес е бил попитан дали желае да предоговори финансовите параметри, а той отказал; според другата Милан вече разполагал с максимално разрешеният брой чужденци в лицето на Дино Сани и Виктор Бенитес. След като изиграва едва десет мача в шампионския сезон през 1969 г., Санчес все пак напуска Универсидад и то в посока големия враг Коло Коло, където играе един сезон и добавя още една шампионска титла към колекцията си. След това се подвизава във втора дивизия в отборите на Палестино и Феровиариос.

## Национален отбор
За националния отбор Санчес дебютира на 19 септември 1955 г. срещу Бразилия. На 23 март 1963 г. подобрява рекорда за най-много изиграни мачове на Серхио Ливингстън, който по това време има 54. До края на кариерата си в националния отбор Санчес изиграва общо 85 мача и държи рекорда до 10 октомври 2014 г., когато е задминат от Клаудио Браво. Играе на две световни първенства - в Чили през 1962 г. (шест мача, четири гола; бронзов медалист) и в Англия през 1966 г. (три мача). Санчес е едно от главните действащи лица в т. нар. Битка за Сантяго - хаотичния мач от груповата фаза през 1962 г. срещу Италия (2:0 за Чили), определен за една от най-бруталните и грозни срещи в историята на футбола. В този мач, изобилстващ от груби единоборства, сбивания, боричкания и плюнки, Санчес, син на професионален боксьор, праща в нокдаун двама италиански футболисти. При едната от тези ситуации Санчес отмъщава на фаулиралия го секунди преди това Марио Давид, нанасяйки ляв ъперкът в лицето му и въпреки че действието се развива пред очите на страничния съдия, чилиецът остава ненаказан. По-късно Давид изритва Санчес в главата при положение, при което първо играе с топката, но ситуацията е достатъчно опасна, за да оправдае изгонването на италианеца от игра, а Санчес по-късно признава, че е преиграл. При другото положение Санчес чупи носа на Умберто Маскио, но главният съдия е с гръб и не вижда нарушението.

## Успехи
Универсидад де Чиле
- Примера Дивисион:
  - Шампион (6): 1959, 1962, 1964, 1965, 1967, 1969
  - Вицешампион (3): 1957, 1961, 1963

 Коло Коло
- Примера Дивисион:
  - Шампион (1): 1970

 Чили
- Световно първенство по футбол:
  - Трето място (1): 1962
- Копа Америка:
  - Вицешампион (1): 1956